# Mečji Do
Mečji Do (izvirno srbsko Мечји До) je naselje v Srbiji, ki upravno spada pod Občino Svrljig; slednja pa je del Niškega upravnega okraja.

## Demografija
V naselju živi 44 polnoletnih prebivalcev, pri čemer je njihova povprečna starost 67,3 let (66,2 pri moških in 68,3 pri ženskah). Naselje ima 25 gospodinjstev, pri čemer je povprečno število članov na gospodinjstvo 1,76.
To naselje je popolnoma srbsko (glede na rezultate popisa iz leta 2002).
|  |

| Demografija | Demografija     | Demografija     |
| Leto        | Št. prebivalcev | Št. prebivalcev |
| ----------- | --------------- | --------------- |
|             |                 |                 |
|             |                 |                 |
|             |                 |                 |
|             |                 |                 |
| 1948        | 248             |                 |
| 1953        | 248             |                 |
| 1961        | 218             |                 |
| 1971        | 159             |                 |
| 1981        | 105             |                 |
| 1991        | 92              | 91              |
| 2002        | 44              | 44              |
|             |                 |                 |

| Etnična sestava po popisu iz leta 2002 | Etnična sestava po popisu iz leta 2002 | Etnična sestava po popisu iz leta 2002 | Etnična sestava po popisu iz leta 2002 | Etnična sestava po popisu iz leta 2002 |
| -------------------------------------- | -------------------------------------- | -------------------------------------- | -------------------------------------- | -------------------------------------- |
| Srbi                                   | Srbi                                   |                                        | 44                                     | 100,0%                                 |
| Neznano                                | Neznano                                |                                        | 0                                      | 0,0%                                   |